# Thượng tướng
Thượng tướng (tiếng anh: colonel general) là quân hàm tướng lĩnh cao cấp trong các lực lượng vũ trang của Nga, Thụy Điển, Hungary, Ai Cập, Trung Quốc, Đài Loan, Triều Tiên và Việt Nam.
Thông thường, chuyển ngữ của quân hàm này trong tiếng Anh là Colonel General và chỉ có một số quốc gia có quân hàm tương ứng như Nga (Генерал-полковник), Croatia (General pukovnik), Czech (Generálporučík)... Một số tài liệu tại Việt Nam thường chuyển ngữ sang tiếng Anh quân hàm Thượng tướng là Senior Lieutenant General hay Colonel General. Trong các quốc gia phương tây không có quân hàm thượng tướng. Mà quân hàm Đại tướng (4 sao cấp tướng) trong quân đội phương tây được xem tương đương với quân hàm Thượng tướng của Quân đội Nhân dân Việt Nam.

## Quân đội Trung Hoa Dân quốc
Thượng tướng là cấp bậc cao nhất trong hệ thống quân hàm của lực lượng Quốc dân Cách mệnh Quân, tiền thân của Quân đội Trung Hoa Dân quốc, được dịch sang tiếng Anh là General. kể từ năm 1935, hệ thống quân hàm của Trung Hoa Dân quốc được cải tổ, đã phân chia quân hàm Thượng tướng thành 3 cấp riêng biệt là Nhị cấp Thượng tướng (二級上將, Er Chi Shang Chiang; tiếng Anh: General), Nhất cấp Thượng tướng (一級上將, I Chi Shang Chiang; tiếng Anh: General, 1st Class) và Đặc cấp Thượng tướng (特級上將, Te Chi Shang Chiang; tiếng Anh: Generalissimo). Cấp bậc Đặc cấp Thượng tướng chỉ tôn phong cho Tưởng Giới Thạch vào năm 1935 và bãi bỏ sau khi ông chết năm 1975.

## Quân đội Nhân dân Triều Tiên
Quân hàm Thượng tướng (상장, Sangjang) được thiết lập trong hệ thống quân hàm Quân đội Nhân dân Triều Tiên vào ngày 8 tháng 2 năm 1948, ban đầu là cấp bậc cao cấp thứ 2 sau quân hàm Đại tướng (대장, Taejang). Đến tháng 2 năm 1953, Triều Tiên đặt thêm 2 cấp quân hàm là Thứ soái và Nguyên soái, quân hàm Thượng tướng trở thành cấp bậc đứng thứ 4. Đến năm 1992, với sự ra đời của quân hàm Đại Nguyên soái, cấp bậc Thượng tướng tụt xuống thành cấp bậc cao cấp thứ 5 trong hệ thống quân hàm

## Quân đội Cộng hòa Nhân dân Trung Hoa
Khi hệ thống quân hàm Cộng hòa Nhân dân Trung Hoa được thiết lập năm 1955 thì cấp bậc Thượng tướng (上將, Shàng Jiāng; tiếng Anh: General) với 3 sao, là bậc thứ 4 sau các cấp Đại tướng, Nguyên soái và Đại Nguyên soái. Do cấp Đại nguyên soái không bao giờ được áp dụng, nên trên thực tế cấp bậc này trở thành cấp bậc thứ 3. Năm 1965, do ảnh hưởng cuộc Cách mạng Văn hóa, hệ thống quân hàm bị bãi bỏ và chỉ được phục hồi vào năm 1988. Bấy giờ, cấp bậc Thượng tướng được phân thành 2 cấp là Thượng tướng (上將, Shàng Jiāng; tiếng Anh: General) với 3 sao và Nhất cấp Thượng tướng (一級上將, Yī Jí Shàng Jiāng; tiếng Anh: Senior General) với 4 sao. Trên thực tế, cấp bậc Nhất cấp Thượng tướng là cấp bậc quá độ để phục hồi quân hàm cho các Đại tướng cũ và nó cũng không được áp dụng phong thêm cho ai cho đến khi chính thức bị bãi bỏ năm 1994. Từ đó, cấp Thượng tướng (上將, Shàng Jiāng với 3 sao) trở thành cấp bậc cao nhất.
Tại Trung Quốc, còn có một thuật ngữ khác là Ngũ tinh Thượng tướng (五星上將, Wǔ Xīng Shàng Jiāng, chuyên dùng để chuyển ngữ cho cấp bậc mang ý nghĩa General of the Army trong tiếng Anh.
Thượng tướng của Trung Quốc thường đảm nhiệm chức vụ Tư lệnh đại quân khu, Chủ nhiệm Tổng cục Chính trị, Tổng Tham mưu trưởng, Bộ trưởng Bộ Quốc phòng, ủy viên hoặc Phó Chủ tịch Quân ủy Trung ương.

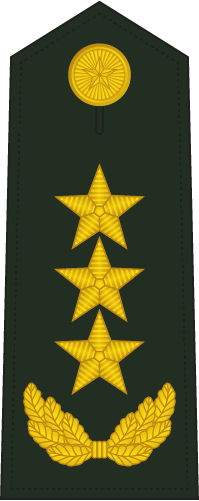
Quân hàm Thượng tướng Lục quân
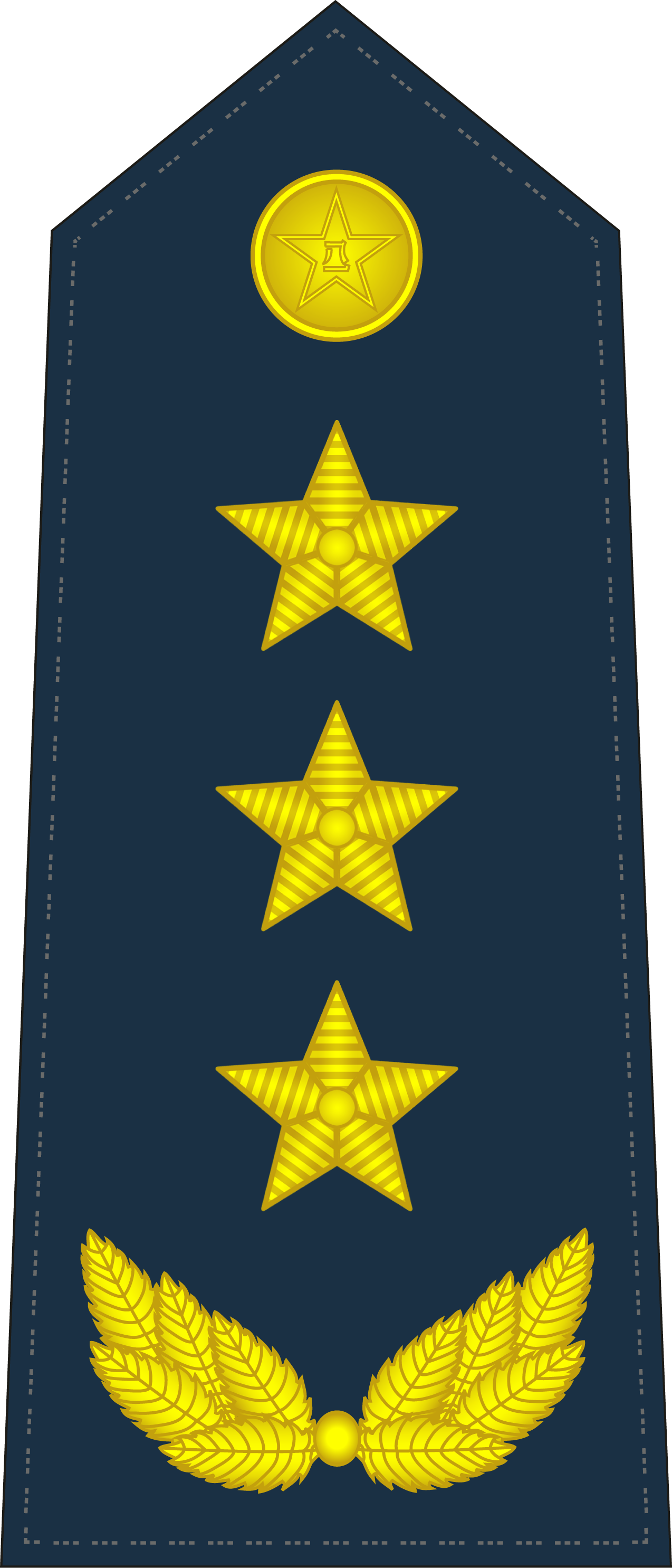
Quân hàm Thượng tướng Không quân
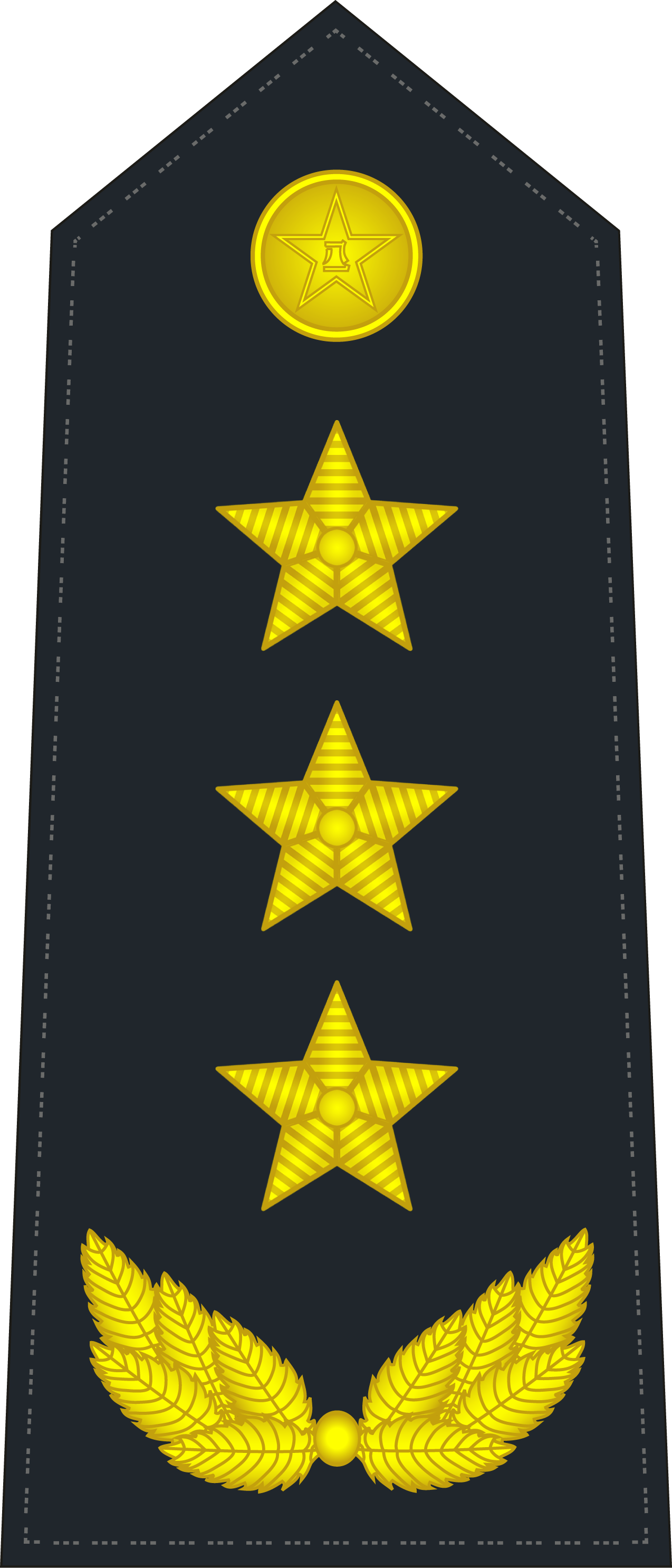
Quân hàm Thượng tướng Hải quân
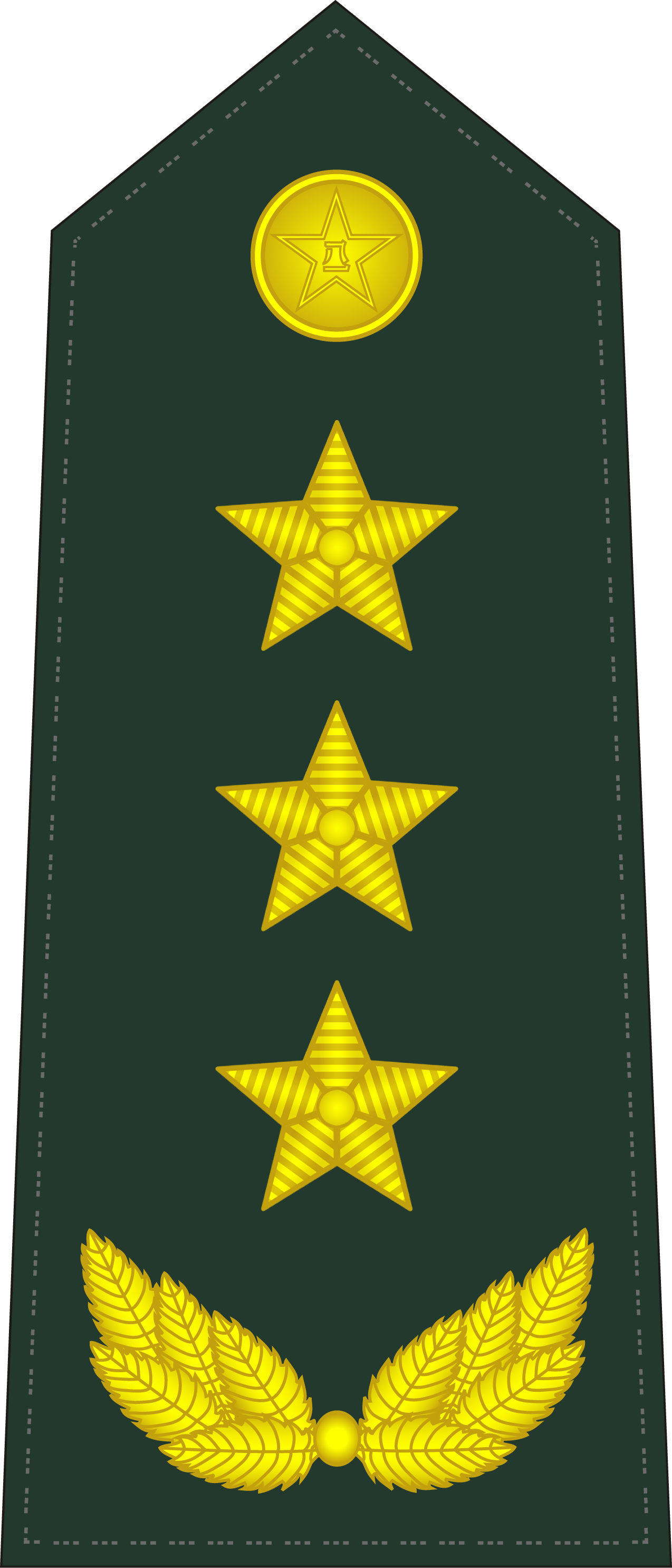
Quân hàm Thượng tướng Võ cảnh

## Lực lượng vũ trang Việt Nam

### Quân đội Nhân dân Việt Nam
Cấp bậc Thượng tướng xuất hiện lần đầu trong Quân đội Nhân dân Việt Nam vào năm 1958. Hai quân nhân đầu tiên thụ phong quân hàm này là Chu Văn Tấn và Văn Tiến Dũng (sau thăng Đại tướng).
Trong lực lượng Hải quân Nhân dân Việt Nam, quân hàm tương đương là Đô đốc, cấp cao nhất của hải quân. Quân hàm Đô đốc được quy định lần đầu tiên trong luật ban hành ngày 31 tháng 12 năm 1981. Hai quân nhân đầu tiên được thụ phong quân hàm này là Giáp Văn Cương và Nguyễn Văn Hiến.
Một số Thượng tướng tiêu biểu:
- Chu Văn Tấn - Bộ trưởng Bộ Quốc phòng đầu tiên và Thượng tướng đầu tiên của Việt Nam.
- Trần Văn Trà - Tư lệnh Giải phóng Quân.
- Trần Nam Trung - Bộ trưởng Bộ Quốc phòng Chính phủ Cách mạng lâm thời Cộng hòa Miền Nam Việt Nam.
- Giáp Văn Cương - Đô đốc đầu tiên của Hải quân Việt Nam.
- Nguyễn Hữu An - Người chỉ huy trận Ia Đrăng, sau là Giám đốc Học viện Quốc phòng.
- Hoàng Minh Thảo - Nguyên Viện trưởng Học viện Quân sự cấp cao.
- Đào Đình Luyện - Nguyên Tổng tham mưu trưởng.
- Lê Khả Phiêu - Nguyên Tổng Bí thư Ban Chấp hành Trung ương Đảng Cộng sản Việt Nam.
- Phạm Thanh Ngân - Nguyên Chủ nhiệm Tổng cục Chính trị.
- Song Hào - nguyên Bộ trưởng Bộ Thương binh - Xã hội.
- Đàm Quang Trung - Nguyên Phó Chủ tịch Hội đồng Nhà nước.
- Nguyễn Văn Hiến - Nguyên Tư lệnh Quân chủng Hải quân Việt Nam, nguyên Thứ trưởng BQP, Đô đốc thứ 2 của Hải quân Việt Nam.
- Nguyễn Tân Cương - Tổng Tham mưu trưởng Quân đội Nhân dân Việt Nam.
- Nguyễn Chí Vịnh - Cố Thứ trưởng Bộ Quốc phòng Việt Nam

### Công an Nhân dân Việt Nam
Trong Công an nhân dân Việt Nam, Thượng tướng đảm nhiệm các chức vụ từ Thứ trưởng đến Thứ trưởng thường trực, Bộ trưởng Bộ Công an.
Một số Thượng tướng tiêu biểu:

### Cấp hiệu Thượng tướng trongLực lượng Vũ trang Nhân dân Việt Nam
Hiện tại

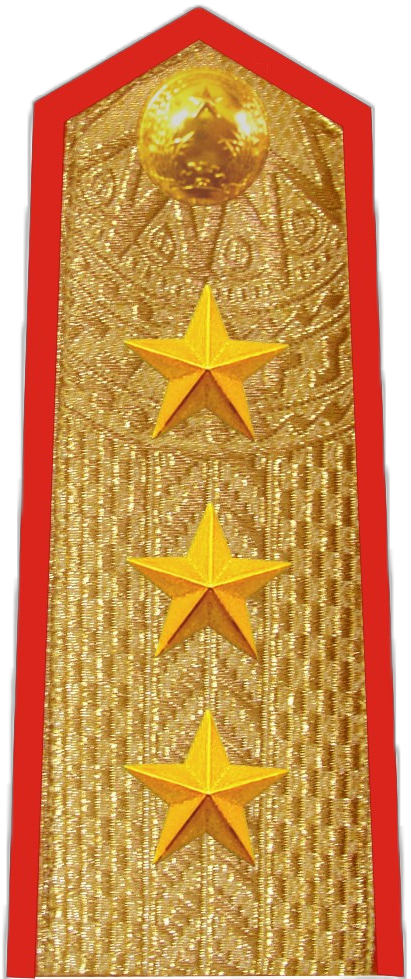
Quân hàm Thượng tướng Lục quân Nhân dân Việt Nam
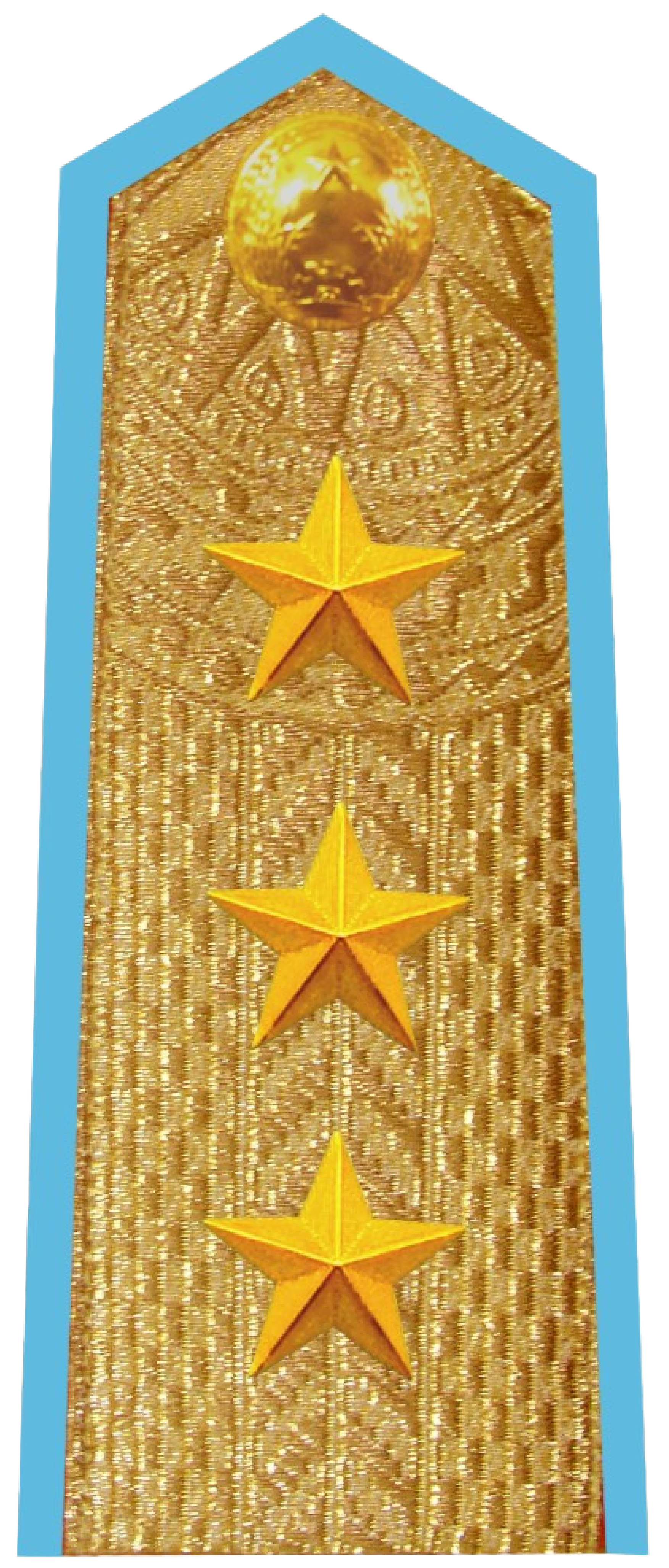
Quân hàm Thượng tướng Không quân Nhân dân Việt Nam
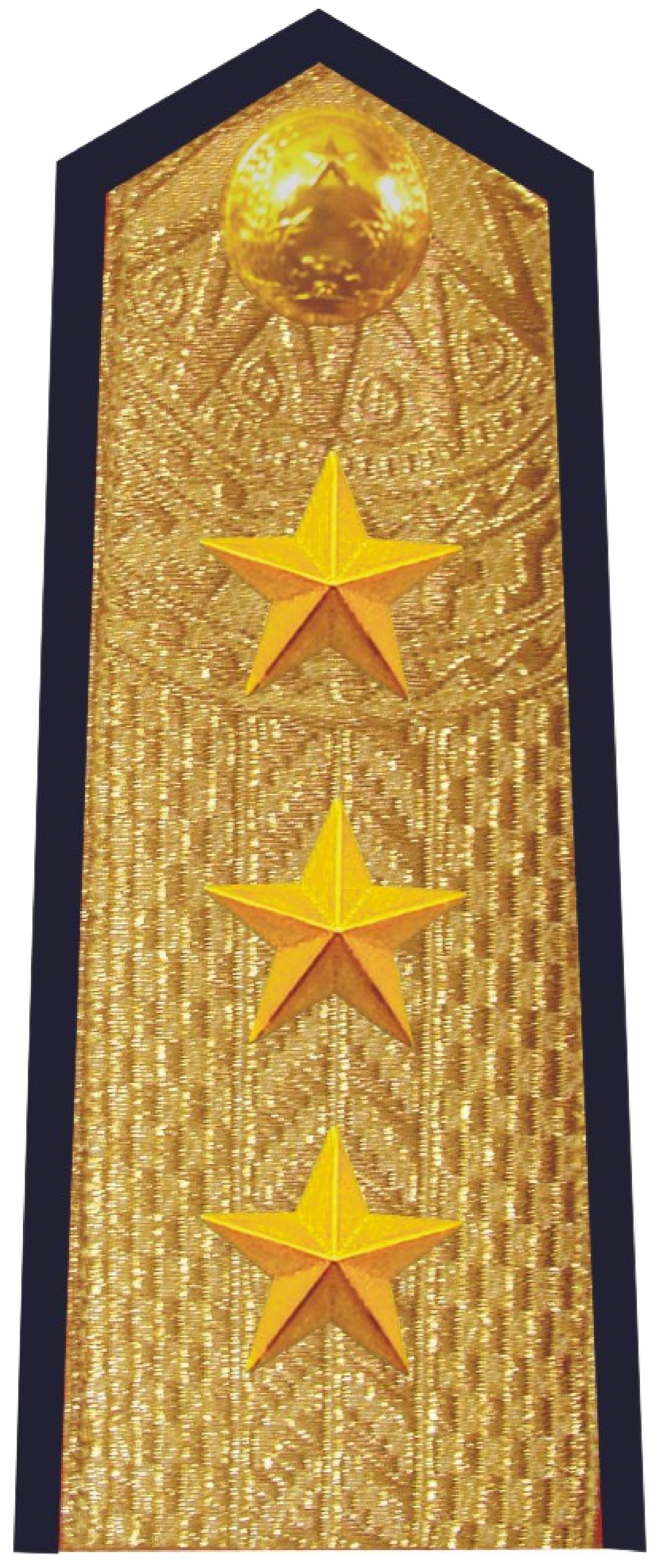
Quân hàm Đô đốc Hải quân Nhân dân Việt Nam
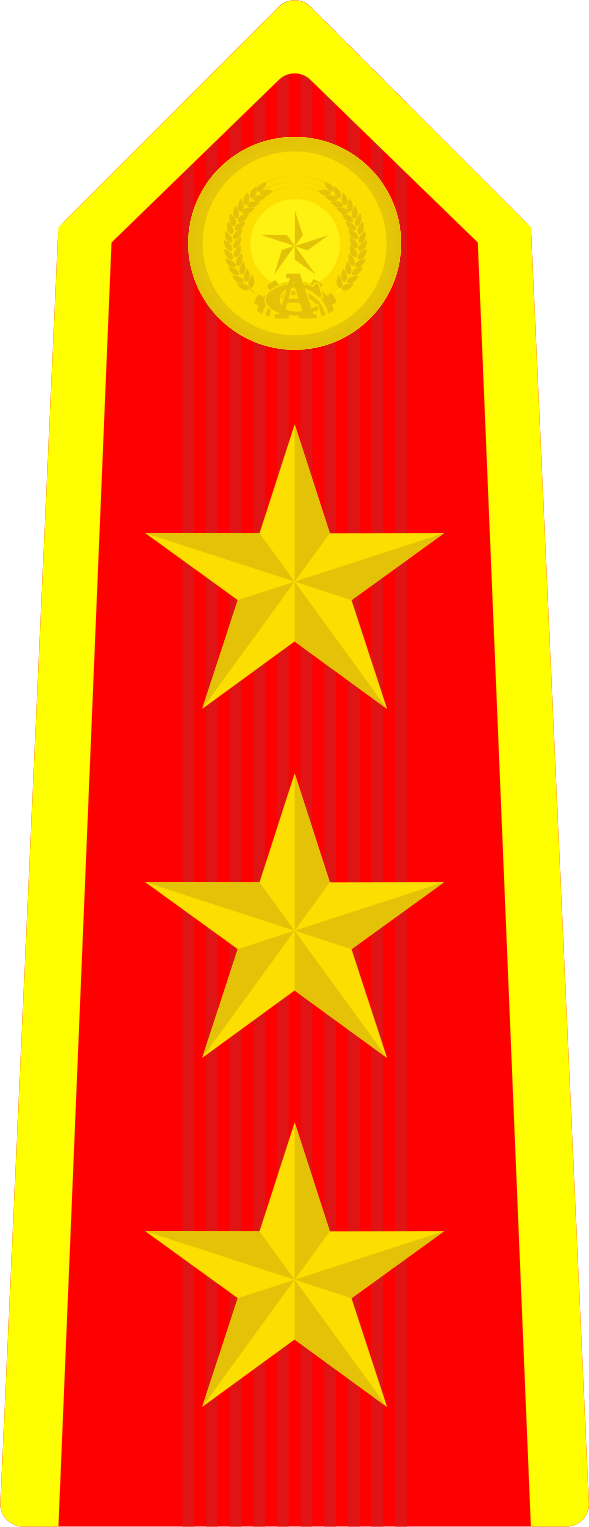
Quân hàm Thượng tướng Công an nhân dân Việt Nam

## Thời phong kiến ở Việt Nam
Ngoài ra, Thượng tướng còn là một chức quan võ trong lịch sử Việt Nam thời phong kiến, nhưng không phải thuộc hàng cao cấp nhất. Ví dụ như nhà Lý (1009-1225) chia các chức quan võ như sau: Đô thống, Nguyên súy, Tổng quản, Khu mật sứ, Khu mật tả hữu sứ, Tả hữu kim ngô, Thượng tướng, Đại tướng, Đô tướng, Tướng quân các vệ, chỉ huy sứ, vũ vệ, hỏa đầu, các binh tào Vũ Tiệp và Vũ Lâm. Các chức quan võ này đều thấp hơn Thái úy và nội ngoại Hành điện Đô trị sự, Kiểm hiệu Bình chương sự.
Phẩm trật các hàng quan võ đều có chín bậc (nhất phẩm, nhị phẩm, v.v) nhưng giữa chức và phẩm trật thì chưa thấy sách nào ghi lại mối tương quan của chúng.
Thời Trần có các Thượng tướng Trần Khát Chân, Trần Quang Khải...

## Quân đội Nhân dân Quốc gia Đức
Trong Quân đội Nhân dân Quốc gia Đức, cấp bậc Generaloberst được xem như là tương đương cấp bậc Thượng tướng.

## Nga
Thượng tướng (tiếng Nga: Генерал-полковник) là cấp hàm cao thứ ba trong Quân đội Nga, sau Đại tướng và Nguyên soái. Thượng tướng Nga thường giữ các chức vụ Bộ trưởng Quốc phòng, Thứ trưởng Quốc phòng, Tổng tham mưu trưởng, Phó Tổng tham mưu trưởng, Tư lệnh Quân chủng, Tư lệnh Quân khu.

## Các quốc gia hậu Xô viết (ngoài Nga)
Ở các quốc gia hậu Xô viết (ngoài Nga, gồm 14 nước) thì quân hàm Thượng tướng có tại 8/14 nước. Tại các nước có Hải quân, quân hàm tương đương là Đô đốc. Ở một số quốc gia có quân đội nhỏ và vừa trong khối thì quân hàm Thượng tướng là quân hàm cao nhất.

### Lục quân và Không quân

#### Armenia(tính thêm cảCộng hòa Artsakh)
Tại Armenia và nước cộng hòa Artsakh, quân hàm Thượng tướng (tiếng Armenia: գեներալ-գնդապետ, General-gndapet) là quân hàm cao thứ nhì, chỉ sau Đại tướng. Quân hàm áp dụng cho cả Lục quân lẫn Không quân, hai đơn vị quân chủng chủ lực ở Lực lượng Vũ trang Armenia và Lực lượng Phòng vệ Artsakh.

Quân hàm Thượng tướng Armenia.
Quân hàm Thượng tướng (Không quân) Armenia.

#### Azerbaijan
Tại Azerbaijan, quân hàm Thượng tướng (tiếng Azerbaijani: General-polkovnik) là quân hàm cao nhất trong Lực lượng Vũ trang Azerbaijan, nhất là Lục quân. Đây cũng là quân hàm cao nhất của Không quân.

Từ năm 1999, phiên bản quân hàm của nước này thay đổi, bao gồm có việc thay thiết kế Xô viết bằng thiết kế quân hàm Thổ Nhĩ Kỳ, nhưng cơ bản vẫn không thay đổi về mặt cấp bậc.

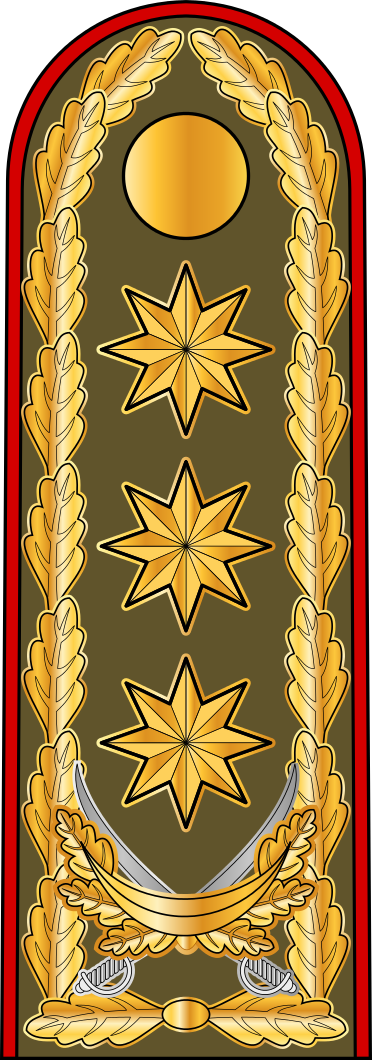
Quân hàm Thượng tướng Azerbaijan.
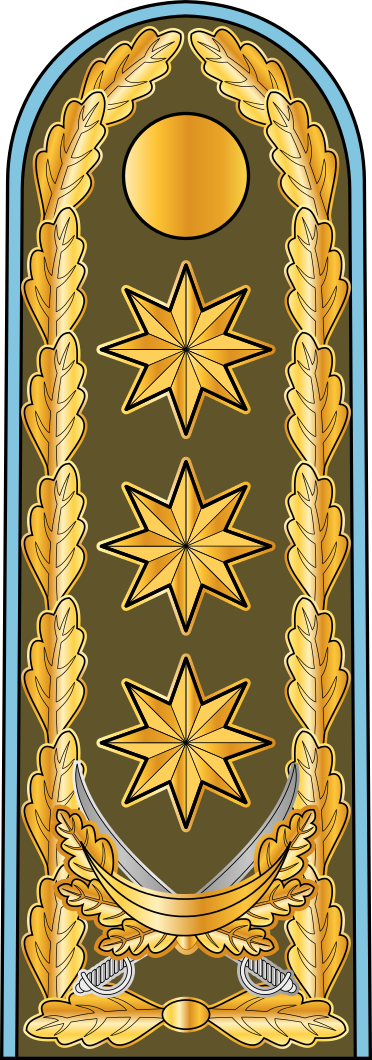
Quân hàm Thượng tướng (Không quân) Azerbaijan.

#### Belarus
Tại Belarus, quân hàm Thượng tướng (tiếng Belarus: Ґенэрал-палкоўнік, tiếng Nga: Генерал-полковник) là quân hàm cao nhất trong Lực lượng Vũ trang Belarus (VS RB). Quân hàm này không chỉ cao nhất ở Lục quân mà còn cao nhất ở Không quân. Hiện nay, rất ít người được phong quân hàm này.

Quân hàm Thượng tướng Belarus.
Quân hàm Thượng tướng (Không quân) Belarus.

#### Kazakhstan
Tại Kazakhstan, quân hàm Thượng tướng (tiếng Kazakh: Генерал-полковник, General-polkovnik) là quân hàm cao thứ ba trong Lực lượng Vũ trang Kazakhstan, là quân hàm cao thứ hai trong Lục quân (không tính quân hàm nghi lễ Tổng tư lệnh). Với Không quân thì đây là quân hàm cao nhất.

Quân hàm Thượng tướng Kazakhstan.
Quân hàm Thượng tướng (Không quân) Kazakhstan.

#### Kyrgyzstan
Tại Kyrgyzstan, quân hàm Thượng tướng (tiếng Kyrgyz: Генерал-полковник, General-polkovnik) là quân hàm cao nhất trong Lực lượng Vũ trang Kyrgyzstan, nhất là Lục quân. Đây cũng là quân hàm cao nhất của Không quân. Hiện nay, rất ít người được phong quân hàm này.

Từ năm 2005, phiên bản quân hàm của nước này được thay đổi về thiết kế, bổ sung phần biểu tượng và dải hoa văn trang trí trên quân hàm. Từ năm 2015 nước này thay đổi cách đeo quân hàm, theo đó quân hàm được gắn nút thay vì gắn sát cổ như trước đây. Tuy vậy, từ năm 2005 đến năm 2015, quân hàm cùng với quân phục trước 2005 vẫn tiếp tục sử dụng, vì lý do tài chính hạn hẹp của nước này.

Quân hàm Thượng tướng Kyrgyzstan.
Quân hàm Thượng tướng (Không quân) Kyrgyzstan.
Quân hàm Thượng tướng (trước 2005) Kyrgyzstan.
Quân hàm Thượng tướng (Không quân, trước 2005) Kyrgyzstan.

#### Tajikistan
Tại Tajikistan, quân hàm Thượng tướng (tiếng Tajik: Генерал-полковник, General-polkovnik) là quân hàm cao nhất trong Lục quân (nếu không tính quân hàm Đại tướng được cấp cho Tổng thống Tajikistan dưới hình thức nghi lễ). Đây cũng là quân hàm cao nhất của Không quân, Lực lượng Cơ động và Vệ binh Tổng thống Quốc gia, thuộc Lực lượng Vũ trang Tajikistan - Quân đội Quốc gia.

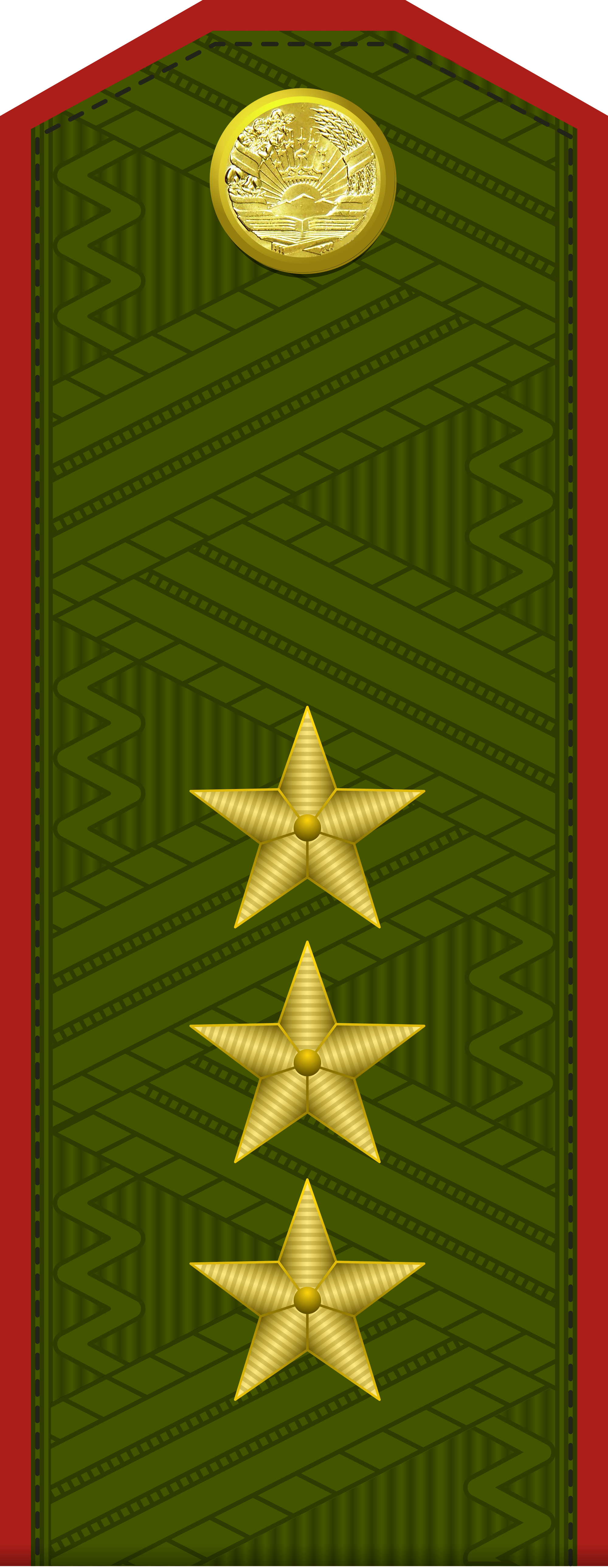
Quân hàm Thượng tướng Tajikistan.
Quân hàm Thượng tướng (Không quân) Tajikistan.

#### Turkmenistan
Tại Turkmenistan, quân hàm Thượng tướng (tiếng Turkmen: General-polkownik) là quân hàm cao nhất trong Lực lượng Vũ trang Turkmenistan, nhất là Lục quân. Đây cũng là quân hàm cao nhất của Không quân. Hiện nay, rất ít người được phong quân hàm này.

Quân hàm Thượng tướng Turkmenistan.
Quân hàm Thượng tướng (Không quân) Turkmenistan.

#### Uzbekistan
Tại Uzbekistan, quân hàm Thượng tướng (tiếng Uzbek: General-polkovnik) là quân hàm cao thứ nhì trong Lực lượng Vũ trang Uzbekistan, nhất là Lục quân. Đây cũng là quân hàm cao nhất của Không quân. Hiện nay, rất ít người được phong quân hàm này.

Quân hàm Thượng tướng Uzbekistan.
Quân hàm Thượng tướng (Không quân) Uzbekistan.